# Такэда Сингэн
Такэда Сингэн (яп. 武田 信玄, 1 декабря 1521 — 13 мая 1573) — даймё и полководец Японии периода Сэнгоку («Воюющих провинций», 1467—1568 гг.).

## Биография
Представитель рода Такэда. Был старшим сыном Такэды Нобуторы, полководца и правителя горной провинции Каи (ныне префектура Яманаси). При рождении получил имя Кацутиё («победа навсегда»), но в 1536 году сменил его на Харунобу, получив в дар иероглиф «хару» (晴) из имени 12-го сёгуна Асикаги Ёсихару. Имя Сингэн принял с монашеским саном в 1559 году.
Харунобу рос нелюбимым ребёнком, отец хотел избавиться от него, так как благоволил больше своему второму сыну — Такэде Нобусигэ, и именно ему собирался передать свои владения. В 1541 году при поддержке главных вассалов своего отца Харунобу восстал, и, изгнав Нобутору, стал править самостоятельно. Существует гипотеза, что Харунобу, готовясь сместить отца, вступил в тайный сговор с Имагавой Ёсимото.
Ещё Нобутора в союзе с землевладельцами провинции Синано (сейчас это префектура Нагано) Мураками и Сува вторгался в земли Синано. Харунобу вслед за отцом продолжил завоевательные походы в Синано. Однако он разорвал союз с кланом Сува и напал на него. В 1542 году он пленил Суву Ёрисигэ, привел его в столицу Каи, город Кофу, и там заставил покончить с собой. В 1543 году Харунобу разгромил владельца замка Нагакубо Ои Садатаку (совершил самоубийство), в 1547 году одержал крупную победу над объединенными силами владетеля замка Сига (Синано) Касахарой Киёсигэ и Уэсуги Норимасой (официально занимал тогда должность Канто канрэй) в битве при Оитахаре. В 1548 году другой правитель из Синано, Мураками Ёсикиё, нанес дружинам Такэды болезненное поражение в сражении при Уэдахаре. Погибли доблестные вассалы Такэды — Итагаки Нобуката, Амари Тораясу и др. Сам Сингэн был дважды ранен. Но в том же году он взял реванш, разгромив Ёсикиё в битве при Сиодзиритогэ.
После того как «Такэда Харунобу»(武田晴信) разгромил в 1553 году одного из последних непокорных ему могущественных лордов провинции Синано Мураками Ёсикиё, ему удалось поставить под свой контроль почти всю провинцию Синано (за исключением северной её части). Мураками Ёсикиё бежал из родового замка и вынужден был просить помощи у ближайшего соседа, которым был блистательный полководец, даймё провинции Этиго Нагао Кагэтора, вошедший в историю под именем Уэсуги Кэнсин. Так началась прославленная в военной истории серия войн между Кэнсином и Сингэном. Пять сражений были разыграны на одном и том же месте, на ровном участке земли в Синано, называемом Каванакадзима, где сливаются реки Сайгава и Тикумагава — в 1553, 1555, 1557, 1561 и 1564 годах.
В нескольких сражениях, когда одна из сторон приобретала тактическое преимущество над другой, обе армии двигались как гигантские шахматы, в которых шахматными фигурами служили люди.
Четвёртая битва при Каванакадзиме в 1561 году была настоящим — большим и кровавым — сражением.
В ходе сражения Уэсуги Кэнсин с обнажённым мечом кинулся на Сингэна, сидевшего на походном стуле. На вопрос, о чём он думает перед смертью, Сингэн сложил изящное стихотворение и отразил удар меча боевым железным веером.
Уважение, которое Кэнсин и Сингэн испытывали друг к другу, лучше всего иллюстрируется знаменитой «историей с солью». Поскольку владения Сингэна находились вдали от моря, он получал соль из княжества Имагава. Однако после того как Сингэн напал на ослабевший из-за поражения при Окэхадзаме (1560 год) дом Имагава, глава последнего Имагава Удзидзанэ перестал продавать во владения Такэды соль (нападение на Имагаву также привело к войне Такэды с семейством Ходзё, из владений которого соль также купить было невозможно). Уэсуги Кэнсин, узнав о трудностях Сингэна, заметил, что Удзидзанэ совершил очень подлый поступок, и послал Сингэну некоторое количество соли из собственной провинции, которая имела выход к побережью Японского моря. И добавил при этом: «Я воюю не солью, а мечом». Эта история содержится в источнике эпохи Токугава «Синсю тонъя юрай кикан» (яп. 信州問屋由来記鑑 Описание истоков оптовой торговли в провинции Синано, 1795 год).
Когда Сингэн не был занят войной с Уэсуги, он эффективно управлял своими владениями — строил дороги, дамбы и плотины, добывал золото, организовал курьерскую службу и систему налогообложения. Возведённая им дамба «Сингэн» названа в его честь. Сингэн был талантливым администратором и успешно вводил новшества в управлении своими землями. От его имени в 1547 году в княжестве был принят законодательный свод «Косю хатто-но сидай» из 26 статей, к 1554 году расширенный до 57 статей (переведён со старояпонского на русский язык). При Сингэне в провинции Каи активно разрабатывались золотые рудники, по всей Японии славились золотые монеты, отчеканенные в княжестве Такэда — «косюкин» (золото Каи).
Такэда укреплял своё могущество всеми доступными способами: стратегическими военными ходами, тактическими манёврами, предательствами, альянсами с сильными военными феодалами. В зрелом возрасте Сингэн редко руководил сражениями лично. Его поддерживала команда из 24-х способных военачальников, таких как Ямамото Ка́нсукэ, Ямагата Масакагэ, Баба Нобухару, Найто Масатоё, Итагаки Нобуката и др. Примечательно, что на изображениях эпохи Токугава в числе 24-х полководцев присутствует и сам Сингэн. Нет никаких доказательств того, что в клане Такэда эти 24 вассала (кроме самого даймё) все вместе имели какой-то особый статус. Они служили Сингэну в разное время и сам факт совместного их упоминания говорит скорее о высокой оценке современниками военных дарований этих военачальников.
В 1554 году Харунобу способствовал примирению ранее враждовавших Имагавы Ёсимото и Го-Ходзё Удзиясу. Дочь Ёсимото стала женой старшего сына Сингэна — Харунобу. В то же время дочь Сингэна вышла замуж за Ходзё Удзимасу, старшего сына Удзиясу. Таким образом был оформлен тройственный союз родов Ходзё, Имагава и Такэда. Ходзё и Такэда объединили силы в борьбе с Уэсуги. Однако альянс зашатался после гибели Имагавы Ёсимото в битве при Окэхадзаме в 1560 году. Сингэн напал на наследника Ёсимото — Удзидзанэ и вторгся в 1568 году в провинцию Суруга, владения рода Имагава. Первоначально Сингэн координировал свои действия с одним из князей провинции Микава — Токугавой Иэясу. Но затем они вступили в конфликт из-за провинции Тотоми, которая ранее принадлежала дому Имагава. Одновременно против Такэды выступили Ходзё, помирившиеся с кланом Уэсуги.
В 1569 году Сингэн при посредничестве сёгуна Асикаги Ёсиаки и Оды Нобунаги смог заключить мир с Уэсуги Кэнсином. Для сдерживания Ходзё Сингэн сблизился с кланом Сатакэ (провинция Хитати) и другими домами области Канто. В октябре 1569 года он осадил замок Одавара (цитадель княжества Го-Ходзё), но вскоре вынужден был снять осаду. На обратном пути на армию Такэды внезапно напали отряды Ходзё, но их атака была успешно отбита. В 1571 году умер Ходзё Удзиясу, его сын Удзимаса стал главой дома. Он был женат на дочери Сингэна и возобновил с ним альянс.
Между тем отношения сёгуна и Оды Нобунаги, который в 1568 году по приказу сёгуна вошел в Киото и изгнал врагов бакуфу, испортились. Сёгун Ёсиаки послал Сингэну приказ об усмирении Нобунаги. Сингэн поворачивает свои армии на запад и начинает войну с Токугавой Иэясу, союзником дома Ода. 30-тысячное войско Такэды разделилось на три части (отряды вассалов Сингэна Ямагаты Масакагэ, Акиямы Нобутомо и основные силы во главе с самим Сингэном) и в 1572 году вторглось в Микаву, Тотоми и Мино — земли Токугавы и Оды.
Военачальники Такэды владели стратегической инициативой и захватывали во владениях Токугавы один замок за другим (Замок Ивамура). Нобунага не мог оказать серьёзную помощь своему союзнику, так как был скован борьбой с кланами Адзаи, Асакура и сектой Икко-икки.

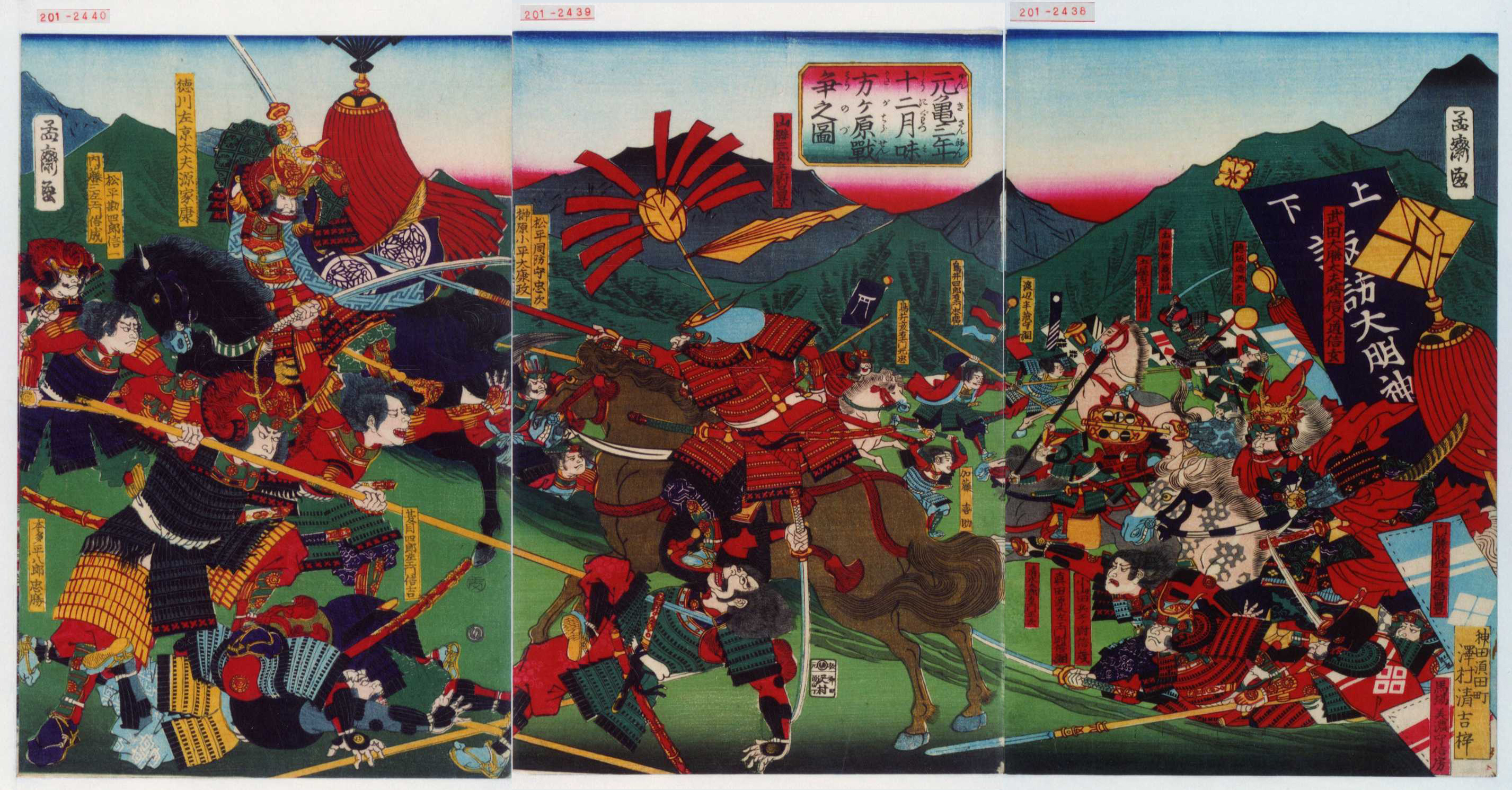
Битва при Микатагахара

В битве при Микатагахаре (провинция Тотоми, 1573 год) 27-тысячная армия Такэды нанесла сокрушительное поражение 11-тысячному войску Токугавы (в его рядах было три тысячи воинов Нобунаги). К 1573 году Харунобу превратился в одного из самых могущественных японских даймё, в его княжество входили провинции Каи, Синано, Суруга, Тотоми, запад провинции Кодзукэ, восточные области провинции Мино и южная часть провинции Хида.
Однако планам Такэды, готовившегося выполнить приказ сёгуна и усмирить Нобунагу, не суждено было сбыться. Сингэн неожиданно умер 13 мая 1573 года. Точная причина его смерти неизвестна. Одни полагают, что он скончался от туберкулёза, другие — от пулевого ранения, полученного при осаде неприятельского замка. Перед смертью Такэда Сингэн завещал своему сыну, Кацуёри, примириться с Уэсуги Кэнсином и во всем полагаться на него, но тот не выполнил заветы отца, приведя к гибели весь род Такэда. Девять лет спустя Ода Нобунага уничтожил наследников Сингэна и захватил его владения.

## Личность и достижения

Знамя «Ветер, лес, огонь, гора»

Японцы считают Такэду одним из самых лучших полководцев в своей истории. Существует множество легенд и преданий, основанных на историческом сочинении, созданном вассалами дома Такэда «Коё гункан», повествующем о его подвигах, бесстрашии и воинском таланте. В «Коё гункан» рассказывается о военном искусстве, обычаях и нравах дома Такэда.
Сингэн поощрял развитие шпионажа и применение наемных убийц и диверсантов — ниндзя. Сингэну служили так называемые «суппа» (透波). Его тайные поручения также выполняли «куноити» (くの一) — женщины-ниндзя (иногда считают, что они лишь выполняли приказы настоящих синоби). В организацию шпионов и диверсантов Сингэна входили и так называемые «мицумоно» (三ツ者), которые под видом торговцев и монахов добывали нужную информацию в других княжествах. Для её передачи в Каи они использовали в том числе уникальную сигнальную систему «нороси» (狼煙).
«Тигр Каи» (одно из прозвищ Сингэна) по-видимому хорошо представлял себе перспективы применения огнестрельного оружия, и одним из первых создал в своей армии подразделения аркебузиров и специалистов-минёров, использовавшихся при осадах замков. По данным источников, к 1555 году в его армии было не менее трехсот аркебуз.
Сингэн был популярен среди самураев, с которыми переносил все опасности и лишения службы, и среди крестьян, которые звали его Сингэн-ко — Князь Сингэн. Он покровительствовал боевым искусствам и проповедовал благородство в бою, невозмутимость и дзэнское хладнокровие в самых тяжелых ситуациях.
Девизом Сингэна было выражение «Фуринкадзан» (яп. 風林火山 Фу:-рин-ка-дзан, «Ветер, лес, огонь, гора»), сокращение цитаты из «Искусства войны» китайского автора Сунь-цзы, которая в оригинале читалась так:
- Глава 7, строка 13: 故其疾如風，其徐如林 он [военачальник] стремителен, как ветер; он спокоен и медлителен, как лес;
- Глава 7, строка 14: 侵掠如火，不動如山 он вторгается и опустошает, как огонь; он неподвижен, как гора[2].

На боевом знамени Сингэна было начертано:  (яп. 疾如風、徐如林、侵掠如火、不動如山 токи кото кадзэ но готоку, сидзуканару кото хаяси но готоку, окасикасумэру кото хи но готоку, угокадзару кото яма но готоси). Передают, будто эти слова на знамени начертал настоятель храма Эриндзи (恵林寺) Кайсэн Дзёки (快川 紹喜). Само же знамя хранится и по сей день в синтоистском святилище «Такэда дзиндзя» (武田神社). За двести лет до Сингэна сторонник Южного двора Китабатакэ Акииэ также использовал эти слова древнего китайского стратега на своих стягах.
Кроме того, Сингэну приписывают и такие слова: Люди — это замок, каменная стена и ров. Сострадание — мой друг, ненависть — мой враг. (яп. 人は城、人は石垣、人は堀。情けは味方、仇は敵なり Хито ва сиро, хито ва исигаки, хито ва хори. Насакэ ва миката, ада ва тэки нари). Это изречение знаменитого военачальника показывает, что гораздо больше он полагался на преданность своих людей, чем на крепостные стены.
Токугава Иэясу, захвативший впоследствии провинцию Каи, получил вместе с ней и сложившуюся под руководством Сингэна административную систему.